# Andrei Burlacu
Andrei Burlacu (Botoșani, 12 gennaio 1997) è un calciatore rumeno, attaccante del CSM Reșița.

## Palmarès

### Club

#### Competizioni nazionali
- Coppa di Romania: 1

U Craiova: 2017-2018